# Mitterbach am Erlaufsee
Mitterbach am Erlaufsee – gmina w Austrii, w kraju związkowym Dolna Austria, w powiecie Lilienfeld. Według Austriackiego Urzędu Statystycznego liczyła 525 mieszkańców (1 stycznia 2014).